# Kenema (distrikt)
Kenema är ett distrikt i Eastern Province i Sierra Leone. Huvudort samt största stad är Kenema och vid folkräkningen 2015 hade distriktet 609 891 invånare.
Distriktet bildades vid Sierra Leones administrativa omorganisation 1920.

## Administrativ indelning
Distriktet består av sexton hövdingadömen.
| - Dama - Dodo - Gaura - Gorama Mende - Kandu Leppiama - Koya - Langrama - Lower Bambara | - Malegohun - Niawa - Nomo - Nongowa - Simbaru - Small Bo - Tunkia - Wandor |

## Befolkningsutveckling
| Befolkningsutvecklingen i Kenema 1963–2015 | Befolkningsutvecklingen i Kenema 1963–2015 | Befolkningsutvecklingen i Kenema 1963–2015 | Befolkningsutvecklingen i Kenema 1963–2015 | Befolkningsutvecklingen i Kenema 1963–2015 |
| ------------------------------------------ | ------------------------------------------ | ------------------------------------------ | ------------------------------------------ | ------------------------------------------ |
|                                            |                                            |                                            |                                            |                                            |
| År                                         |                                            |                                            | Folkmängd                                  |                                            |
| 1963                                       | 1963                                       |                                            | 227 428                                    |                                            |
| 1974                                       | 1974                                       |                                            | 266 636                                    |                                            |
| 1985                                       | 1985                                       |                                            | 337 055                                    |                                            |
| 2004                                       | 2004                                       |                                            | 497 948                                    |                                            |
| 2015                                       | 2015                                       |                                            | 609 891                                    |                                            |
|                                            |                                            |                                            |                                            |                                            |